# Aba (Nigeria)
Aba er en by i det sydøstlige Nigeria i delstaten Abia. Byen ligger på vestbredden af floden Aba, ca. 60 kilometer nord for byen Port Harcourt. Aba er inddelt i de to distrikter Aba North och Aba South og havde 534.265 indbyggere ved folketællingen i 2006.
Aba er et vigtigt industri- og handelscentrum, med produktion af blandt andet tekstil, palmeolie og -kerner, nødder, levnedsmidler, sko og farmaceutiske produkter. Andre industrier i byen er bryggerier og kunsthåndværk.
Aba var en traditionel markedsby for igbofolket, indtil briterne oprettede en militærbase i byen i 1901.